# Canzoni Tour 2007
Canzoni Tour 2007 è un album dal vivo di Edoardo Bennato pubblicato nel 2007.

## Il disco
La raccolta nasce dalla collaborazione artistica tra Edoardo Bennato e uno dei suoi vecchi amici musicisti di Bagnoli che da sempre lo ha seguito nella sua avventura artistica: Massimo Tassi. Il CD contiene delle rivisitazioni in chiave decisamente moderna di vecchi brani di Bennato, fino ad arrivare ad una versione punk rock del brano Un giorno credi. I brani sono registrati in studio con pubblico (la lista delle canzoni ricopre quasi del tutto le scelte dell'artista per quello che riguarda le sue esibizioni nel tour 2007) e nel CD vengono aggiunti alcuni brani provenienti dagli ultimi album: "Stop America" e "Every day, every night" provengono dall'album "L'uomo occidentale" del 2003, "Mangiafuoco", "Il gatto e la volpe" e "L'isola che non c'è" provengono dall'album "Sembra ieri" del 2000, il brano "Sbandato" proviene dall'album "Sbandato" del 1998.

## Tracce
1. Asia – 4:49
2. La Torre di Babele – 5:16
3. Viva la guerra – 3:44
4. Lo zio fantastico – 4:39
5. Stop America – 4:37
6. Every day, every night – 4:30
7. Mangiafuoco – 4:49
8. Sbandato – 3:19
9. Ogni favola è un gioco – 3:29
10. Non è amore – 3:16
11. Le ragazze fanno grandi sogni – 4:24
12. Sono solo canzonette – 4:19
13. Il gatto e la volpe – 2:55
14. L'isola che non c'è – 3:50
15. Tutto sbagliato baby – 4:36
16. Il rock di Capitano Uncino – 4:26
17. Notte di mezza estate – 3:38
18. Un giorno credi – 2:07

## Formazione
- Edoardo Bennato - voce, chitarra, armonica a bocca
- Giuseppe Scarpato - chitarra
- Gennaro Porcelli - chitarra
- Mario Mazzaro - basso
- Raffaele Lopez - tastiere
- Roberto Perrone - batteria
- Massimo Tassi - cori